# Роборовський Всеволод Іванович
Всеволод Іванович Роборовський (1856—1910) — полковник Російської імператорської армії, військовий дослідник Центральної Азії, учень та сподвижник Миколи Пржевальського.

## Біографія
Народився 26 квітня [9 травня] 1856 рік у дворянській сім'ї (у деяких джерелах як дата народження фігурує 12 квітня). Закінчив Гельсінгфорське піхотне юнкерське училище. Незабаром після закінчення училища він зустрівся зі старим гімназічним товаришем Еклон, Федір Леонтійович. Л. Еклоном, — безпосереднім супутником Н. М. Пржевальського по Лобнорської експедиції, а згодом був представлений їм Миколі Михайловичу, який готував нову експедицію, що отримала назву Першої експедиції Тибету Пржевальського.
У 1879 році відправився в Тибет з М. Пржевальським, якому потім допомагав у розробці видобутих матеріалів. За видатні результати цієї експедиції Російське Географічне товариство присудило В. І. Роборовському «Малу золоту медаль». У серпні 1883 року він знову вирушив з Пржевальським у подорож, що тривала два роки; на Всеволоді Івановичу лежало, головним чином, збирання рослин, що склали єдиний у своєму роді центрально-азіатський гербарій, що знаходиться в Ботанічний сад БІН РАН Санкт-Петербурзькому ботанічному саду. 1888 року Роборовський вирушив з Пржевальським у третю подорож; після смерті Пржевальського на чолі експедиції став Михайло Пєвцов, за дорученням якого Роборовський зробив п'ять самостійних поїздок, на нагір'я Тибет, а у бік витоків Керії-Дар'ї, у невідому пустелю, на висоті 16000 футів над рівнем моря, куди не наважився проникнути ніхто з тубільців, бо там, за їхніми словами, панує смерть, ядуха. За результати цієї експедиції Роборовський отримав від Географічного товариства найдорожчу для нього нагороду — «Срібну медаль імені М. М. Пржевальського».
В 1893 він вирушив на чолі експедиції на східну околицю нагірної Азії; на околиці Люкчунської западини влаштував метеорологічну станцію, що діяла два роки; досліджував Великий Юлдус, де до нього не проходив ніхто з європейців, і Люкчунську западину, зробив важкий перехід в Хамійський оазис і пройшов у Сачжоу, де протягом чотирьох місяців проводилися метеорологічні спостереження. 28 січня 1895 у Всеволода Івановича стався інсульт, експедицію довелося завершувати.

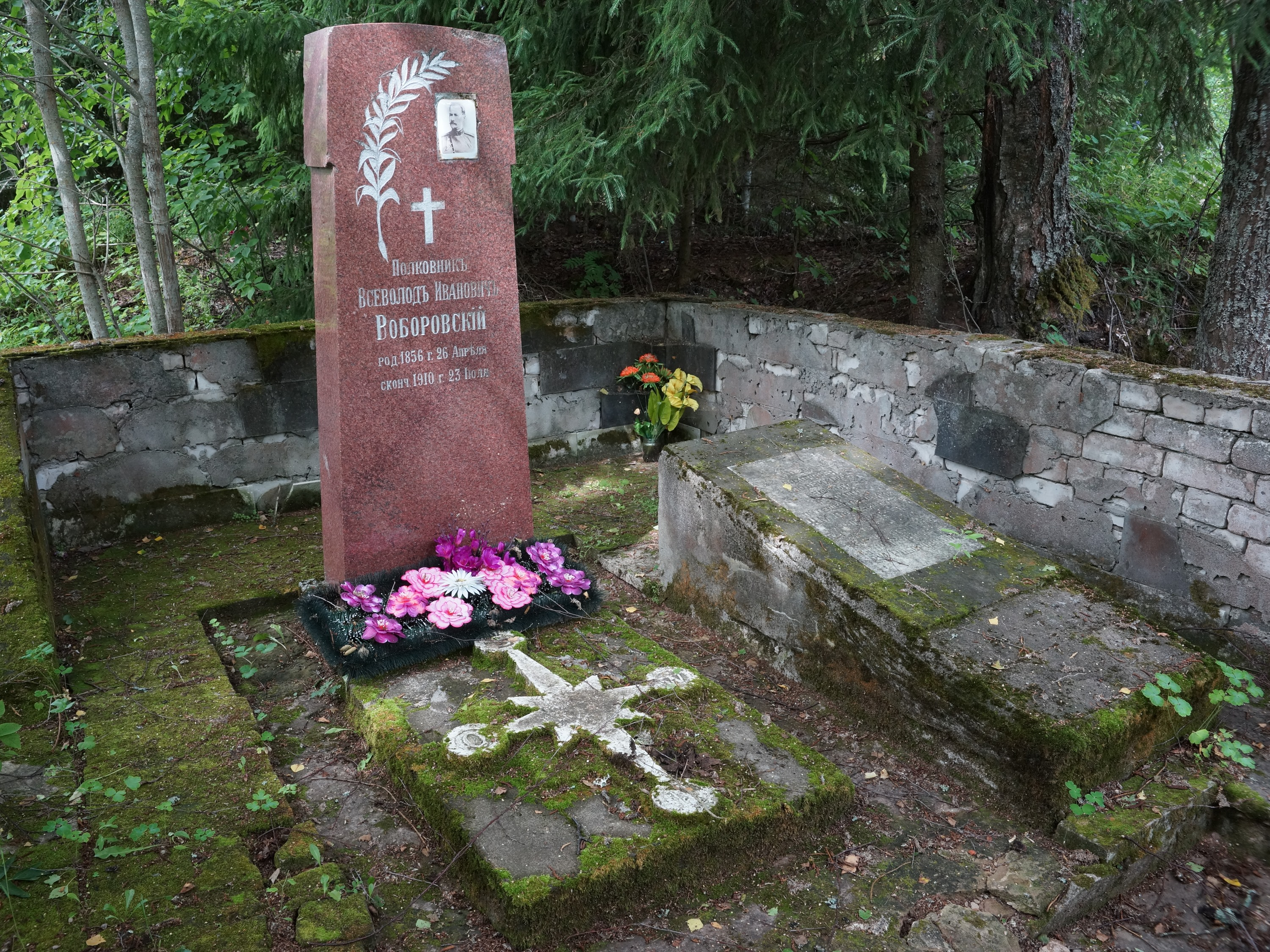
Могила В. І. Роборовського

Тим не менш, 13 лютого 1896 ряд членів експедиції і в їх числі Всеволод Роборовський були представлені імператору. За отримані результати та вміле управління експедицією йому було надано звання капітана і щорічна довічна пенсія в 600 рублів.
Роборовський був членом багатьох вчених товариств; отримав від географічного товариства вищу нагороду — Велику Костянтинівську медаль. Помер полковник Роборовський 5 серпня (23 липня) 1910 року.
Похований на цвинтарі села Овсище (нині — у Вишневолоцькому районі Тверської області).

## Пам'ять та визнання
Російський сходознавець П. П. Семенов-Тян-Шанський охарактеризував В. Роборовського як «одного з найталановитіших дослідників Центральної Азії».
На честь Роборовського названо вид хом'ячків («Phodopus roborovskii») і кілька видів рослин — Цибуля Роборовського (Allium roborowskianum Regel), Кизильник Роборовського (Cotoneaster roborowskii Pojark.), Солянка Роборовського (Salsola roborowskii Iljin).